# Неменьи, Пол Феликс
Пол Феликс Неменьи (англ. Paul Felix Nemenyi, венг. Neményi Pál; 5 июня 1895, Риека, Австро-Венгрия — 1 марта 1952, Вашингтон, США) — венгерский математик и физик, доктор физико-математических наук (1922), специалист в области механики сплошных сред.

## Биография
Родился в 1895 году в состоятельной еврейской семье. Его отец был одним из директоров нефтеперерабатывающего завода в Риеке (ныне компания INA).
В возрасте 17 лет стал победителем национальных олимпиад по математике и физике. Обладал прекрасным пространственным мышлением.
В 1912—1918 годах обучался в Будапештской Политехнике, в 1922 защитил докторскую диссертацию в Берлине (ныне Берлинский технический университет).
С 1925 года стал преподавать гидродинамику в Берлинском университете. В начале 1930-х годов опубликовал учебник по математической механике, который стал обязательным для изучения в немецких университетах.
После прихода к власти в Германии Гитлера, в 1933 году был уволен ввиду своего «неарийского» происхождения. К тому же, он был антифашистом и принадлежал к небольшой левой организации под названием Интернациональная социалистическая лига борьбы, проповедовавшей принципы неокантианского этического социализма и вегетарианства. В 1934 году бежал из нацистской Германии, недолго жил в Копенгагене. В начале Второй мировой войны переехал в США.
Работал математиком. Математические исследования Неменьи охватывали: механику сплошной среды, гидродинамику, гидростатику, статистическую механику, неравновесную термодинамику и механику напряжений.
С 1941 года читал лекции в Айовском университете. В 1942 году Неменьи преподавал в государственном колледже и университете в Колорадо. Позже был участником Манхэттенского проекта.

## Избранные труды
- Die nordischen Wasserkräfte: Ausbau und wirtschaftliche Ausnutzung. (в соавт. Berlin: 1930).
- Wasserbauliche Strömungslehre. Barth Verlag, (1933).
- Relation of the Statistical Theory of Turbulence to Hydraulics (в соавт. 1940).
- Some geometric properties of plane gas flow. (в соавт. 1948)
- The Main Concepts and Ideas of Fluid Dynamics in their Historical Development (1962)

## Пол Феликс Неменьи иРоберт Фишер
По некоторым данным, Пол Феликс Неменьи является биологическим отцом Роберта Фишера, чемпиона мира по шахматам в 1972—1975 годах.
Мать Р. Фишера — Регина была еврейкой, которая эмигрировала из Европы в США в детском возрасте. Она много путешествовала и стала дипломированной медсестрой, а затем получила степень по медицине. Вышла замуж за немецкого коммуниста Герхардта Фишера в Москве, в 1933 году, и они прожили там несколько лет. В начале Второй мировой войны Регина вернулась в США. ФБР, подозревавшее её в том, что она была советским агентом, читало её почту и следило за ней на протяжении многих лет (в конечном итоге агенты ФБР убедились, что она не была шпионкой). В досье почти не было информации о Герхардте Фишере. Но его страницы полны упоминаний о другом человеке — Поле Феликсе Неменьи. Регина училась в университете в Денвере.
По всей вероятности, у них была связь. В это время, согласно информации, фигурирующей в досье ФБР, Герхардт Фишер, которому не удалось получить въездную визу в США, был в Чили.
В 1943 году Регина одна переехала в Чикаго, где в марте и родился Бобби. В его свидетельстве о рождении в графе «отец» указано имя Герхардта. Агенты ФБР выразили своё сомнение в этом, поскольку в эти годы его нога не ступала на землю США.
В то же время Неменьи принимал деятельное участие в воспитании мальчика, заботился о нём, оплачивал его учебу до самой своей смерти в 1952 году, дважды он безуспешно пытался отсудить у Регины право воспитания Роберта, заявляя, что «у его матери психическое расстройство и она не может дать сыну достойное воспитание».
В Вашингтонском архиве был найден документ, подтверждающий, что Бобби был внебрачным сыном Регины Фишер и Пола Неменьи. Шахматный мир поверил этому, но остальной мир настаивал на анализе ДНК.
Несомненным, однако, является внешнее сходство Пола Неменьи и Бобби Фишера.
В досье Герхардта Фишера в ФБР было указано, что «отцом Роберта Джеймса Фишера является Пол Феликс Неменьи».